# Michael Villmow
Michael Villmow (* 1956 in Hamburg) ist ein deutscher Jazzsaxophonist, Dirigent und Komponist.

## Leben und Wirken
Villmow wuchs in Norwegen auf, besuchte die Highschool im amerikanischen Boston und studierte Jazzsaxophon an der Musikhochschule Köln. 1984 gründete er die Köln-Big Band, die er bis 1995 leitete und mit der er die Alben N und Update veröffentlichte. Seit 1986 unterrichtet er an der Rheinischen Musikschule Köln. Zwischen 1993 und 2015 arbeitete er als Komponist, Arrangeur und Dirigent mit dem JugendJazzOrchester Nordrhein-Westfalen, das auf seiner CD Triangle (2015) Werke von ihm veröffentlichte. Ab 2000 trat er als Gastdirigent u. a. mit der NDR Bigband, dem Bundesjugendjazzorchester sowie österreichischen und norwegischen Jazzorchestern auf. Villmow lebt in Norwegen.
Zwischen 1990 und 2000 arbeitete Villmow u. a. mit Ray Charles, Sammy Davis Junior, Jennifer Rush, Paquito D’Rivera und Chad Wackerman und leitete Konzerte mit Manfred Schoof, Randy Brecker und Markus Stockhausen. Er komponierte Bühnenstücke für die Oper Köln und Hörspielmusiken für den WDR. Zur Jahrtausendwende entstand im Auftrag des Norwegischen Kulturrates Chronophonia für gemischten Chor, Solisten und Jazzorchester. Weitere Chorkompositionen (darunter auch Messen) verfasste er im Auftrag der Greifswalder Bachwoche, des Europäischen Kammerchors und des Oberwalliser Chor- und Cäcilienverbandes. 
Des Weiteren absolvierte Villmow Fortbildungsseminare für Chordirigat bei Volker Hempfling und arbeitet als Chorleiter; so leitet er den Kölner Erwachsenenchor Querbeat. Für die Rheinische Musikschule Köln komponierte er die Musik zu dem Ballett Pippi Langstrumpf. Mit dem Cellisten und Organisten Gunther Tiedemann betreibt er das Crossover-Projekt Kreuzüber Bach, das  mittlerweile auf zwei CDs dokumentiert ist.  Aufbauend auf Luthers Choral Verley uns Frieden schrieb er eine Komposition, die das Bundesjazzorchester 2017 an verschiedenen Orten, unter anderem auf dem Evangelischen Kirchentag, aufführte. Ein Live-Mitschnitt wurde beim Label Double Moon Records auf CD veröffentlicht. Seinen Choral Da Pacem und weitere, an Kirchenmusik angelehnte Chorstücke nahm er mit dem Kammerchor Cappella Amsterdam und norwegischen Jazzmusikern wie Bendik Hofseth für Hey!blau Records auf.
Der Schlagzeuger Frederik Villmow ist sein Sohn.

## Werke
- Pippi Langstrumpf, Ballettmusik
- Chronophonia für gemischten Chor, Solisten und Jazzorchester, 1999
- Der Engelsgruss für vierstimmigen gemischten Chor, Orgel, Saxophon und Perkussion, UA 2006
- Missa Brevis für vierstimmigen gemischten Chor, Violoncello und Tenorsaxophon, UA 2007
- Missa de Angelis, UA 2008
- Da Pacem für gemischten Chor, Orgel, Saxophon und Schlagwerk, UA 2008
- O Nacht für gemischten Chor, Vibrafon, Sopransaxofon (opt. Schlagwerk), UA 2015
- Nordlicht Suite für Sinfonieorchester, Viola, Saxofon und Perkussion, UA 2016[5]
- Verley uns Frieden für Bigband und Vokalensemble, UA 2017